# Journal of European Consumer and Market Law
Die Journal of European Consumer and Market Law (EuCML) ist eine juristische Fachzeitschrift. Sie wurde 2011 als Zeitschrift für Europäisches Unternehmens- und Verbraucherrecht (euvr) gegründet und erschien unter diesem Namen von 2012 bis 2014. 2015 wurde die Zeitschrift von einer deutsch-englischen Erscheinungsweise auf eine rein englischsprachige umgestellt. Sie firmiert seit der Ausgabe 1/2015 unter ihrem heutigen Titel und wird von den Verlagen C. H. Beck, Nomos und Wolters Kluwer gemeinsam verlegt.
Der Fokus der Zeitschrift liegt auf dem europäischen Verbraucherrecht, das sowohl aus Sicht des Unternehmens als auch aus Sicht des Verbrauchers beleuchtet wird. Das Themenspektrum umfasst u. a. Verbraucherschutz, AGB-Recht, Vertragsrecht, Wettbewerbsrecht, Kartellrecht, Reiserecht, aber auch verstärkt Themen aus dem Bereich der Regulierung der digitalen Wirtschaft/Plattformökonomie. Die Aufsätze in der Zeitschrift unterliegen einem peer-review-Verfahren. Neben Aufsätzen („Peer-reviewed Articles“) gibt es eine Sektion mit „Comment & Analysis“ sowie „Country Reports“, in denen aktuelle Themen des Verbraucher- und Marktrechts aus Perspektive verschiedener EU-Mitgliedsstaaten beleuchtet werden.
Herausgegeben wird die Zeitschrift von der Association of European Consumer Law. Sie erschien von 2012 bis 2014 in vier Ausgaben im Jahr, inzwischen in sechs Ausgaben pro Jahr. Ab Dezember 2013 sind sämtliche Ausgaben der Zeitschrift von der Erstausgabe an im Volltext in der Datenbank von C. H. Beck sowie in der internationalen Datenbank von Kluwer Law International abrufbar. Die Zeitschrift hat ein Advisory Board mit renommierten Experten aus dem Bereich des Verbraucherrechts.

## Herausgeber
Das Journal of European Consumer and Market Law wird derzeit (Januar 2019) von neun Rechtswissenschaftlern („editors“) herausgegeben.
- Christoph Busch (Universität Osnabrück)
- Alberto De Franceschi (Universität Ferrara, seit Juli 2013)
- Mateja Durovic (King’s College London, seit 2016)
- Joasia Luzak (University of Exeter, seit 2016)
- Vanessa Mak (Universität Leiden)
- Jorge Morais Carvalho (Universidade Nova de Lisboa, seit 2016)
- Kristin Nemeth (Universität Innsbruck)
- Rupprecht Podszun (Heinrich-Heine-Universität Düsseldorf)
- Christine Riefa (Brunel University)

Ehemalige Herausgeber der EUVR respektive des EuCML sind drei weitere Rechtswissenschaftler:
- Ronny Domröse (Europa-Universität Viadrina, bis 2015)
- Ulrich Ernst (Universität der Wissenschaften Szeged, bis 2015)
- Stephan Keiler (Max-Planck-Institut Luxemburg, bis 2014)

## Zitierweise
Beiträge aus der euvr werden folgendermaßen zitiert:
- euvr [Jahr], [Seite]
- [Autor], [Aufsatztitel], euvr [Jahr], [Beginnseite]

Beiträge aus der EuCML werden folgendermaßen zitiert:
- EuCML [Jahr], [Seite]
- [Autor], [Aufsatztitel], EuCML [Jahr], [Beginnseite]